# Tomomi Kahala
Tomomi Kahala (華原 朋美, Kahara Tomomi), (Tóquio, 17 de Agosto de 1974) é uma cantora de J-pop.
Ela é famosa por trabalhar com Tetsuya Komuro, que lhe deu muito sucesso na década de 1990, o que a levou a uma profunda popularidade após 1999, ano em que ela lançou seu primeiro álbum não produzido pela TK,   Um belo dia . Tomomi Kahara e Tetsuya Komuro namoraram por alguns anos, mas eles sofriam de problemas pessoais que levaram à sua separação. Após um período de doença, a agência de talentos de Kahara rescindiu seu contrato em 29 de junho de 2007.

## Produtores
- Tetsuya Komuro (Japão), (1995 - 1998)
- Max Matsuura (Japão), (1999)
- Andy Marvel (EUA), (2001)
- Vincent Degiorgio (EUA), (2001)
- Haruo Yoda (Japão), (2004 - 2006)
- Kang Hyun Min (Coreia do Sul), (2004 - 2005)
- 2 Soul for 2 Soul Music, Inc. (EUA), (2006)
- Miyuki Nakajima (Japão), (2006)

## Discografia

### Singles
|    | Título                                                            | Ano        |
| -- | ----------------------------------------------------------------- | ---------- |
| 1  | keep yourself alive                                               | 08.09.1995 |
| 2  | I BELIEVE                                                         | 11.10.1995 |
| 3  | I'm proud                                                         | 06.03.1996 |
| 4  | LOVE BRACE                                                        | 22.07.1996 |
| 5  | save your dream                                                   | 02.10.1996 |
| 6  | Hate tell a lie                                                   | 23.04.1997 |
| 7  | LOVE IS ALL MUSIC                                                 | 02.07.1997 |
| 8  | Tanoshiku Tanoshiku Yasashikune (たのしく たのしく やさしくね)    | 18.09.1997 |
| 9  | I WANNA GO                                                        | 11.02.1998 |
| 10 | YOU DON'T GIVE UP                                                 | 08.04.1998 |
| 11 | tumblin' dice                                                     | 17.06.1998 |
| 12 | here we are                                                       | 29.07.1998 |
| 13 | daily news                                                        | 21.10.1998 |
| 14 | as A person                                                       | 22.07.1999 |
| 15 | be honest                                                         | 27.10.1999 |
| 16 | Believe In Future ~Mayonaka no Cinderella~ (~真夜中のシンデレラ~) | 23.02.2000 |
| 17 | Blue Sky                                                          | 26.07.2000 |
| 18 | Never Say Never -Japanese version-                                | 17.04.2001 |
| 19 | PRECIOUS -japanese version-                                       | 08.08.2001 |
| 20 | Anata no Kakera (あなたのかけら)                                  | 24.10.2001 |
| 21 | Akiramemashou (あきらめましょう)                                  | 24.04.2002 |
| 22 | PLEASURE - Crayon Shin-chan Anime Opening                         | 26.02.2003 |
| 23 | Anata ga Ireba (あなたがいれば)                                   | 29.09.2004 |
| 24 | Namida no Tsuduki (涙の続き)                                      | 25.05.2005 |
| 25 | Hana / Keep On Running (華)                                       | 22.02.2006 |
| 26 | Ano Sayonara ni Sayonara wo (あのさよならにさよならを)            | 05.07.2006 |

### Álbuns
|   | Título                        | Ano        |
| - | ----------------------------- | ---------- |
| 1 | LOVE BRACE                    | 03.06.1996 |
| 2 | storytelling                  | 24.12.1997 |
| 3 | nine cubes                    | 26.11.1998 |
| 4 | One Fine Day                  | 25.11.1999 |
| 5 | Love Again                    | 21.11.2001 |
| 6 | NAKED ~10th Anniversary Álbum | 29.06.2005 |

### Coletâneas
|   | Título                                 | Ano        |
| - | -------------------------------------- | ---------- |
| 1 | KAHALA COMPILATION                     | 10.02.1999 |
| 2 | Best Selection                         | 27.09.2001 |
| 3 | Natural Breeze ~KAHALA BEST 1998-2002~ | 17.07.2002 |
| 4 | Super Best Singles ~10th Anniversary   | 14.12.2005 |

### Video&DVDs
- PARADOX -Visual Queen of the Year '95- (19.08.1995)
- keep yourself alive - Single-V (16.09.1995)
- I'm proud - Single-V (27.03.1996)
- save your dream - Single-V (23.10.1996)
- HOW TO MAKE TOMOMI KAHALA (27.11.1997)
- TOMOMI KAHALA FIRST LIVE 2001 ~Mattetekurete Arigatou~ (~待っててくれてアリガトウ~) (12.12.2001)
- very best of MUSIC CLIPS (27.03.2002)
- 10th Anniversary Celebration Tomomi Kahara Concert 2005 (07.12.2005)

## Prêmios
| Ano  | Prêmios                                                                        |
| ---- | ------------------------------------------------------------------------------ |
| 1995 | Fuji Television Visual Queen of the Year '95 - (PARADOX)                       |
| 1995 | Japan Usen Awards - New Artist & Best New Artist (I BELIEVE)                   |
| 1995 | All Japan Request Awards - Best New Artist (I BELIEVE)                         |
| 1995 | Japan Record Awards - New Artist (I BELIEVE)                                   |
| 1996 | Japan Gold Disk Awards - Best 5 New Artist                                     |
| 1996 | Japan Usen Awards - Exellence Prize                                            |
| 1996 | All Japan Request Awards - Yomiuri Telecasting Gold Artist                     |
| 1996 | Japan Record Awards - Exellence Prize (I'm proud)                              |
| 1997 | Japan Gold Disk Awards - Best 5 Artist                                         |
| 1997 | Japan Usen Awards - Exellence Prize (Hate tell a lie)                          |
| 1997 | All Japan Request Awards - Yomiuri Telecasting Special Award (Hate tell a lie) |
| 1998 | Japan Gold Disk Awards - Pop Album of the Year (storytelling)                  |
| 2004 | Japan Record Awards - Gold Prize (Anata ga Ireba)                              |
| 2005 | Queen of the "Natto"                                                           |